# Landrecht (middeleeuws recht)
Het landrecht was een soortgelijk recht als het stadsrecht en kon gelden voor een relatief klein gebied, voor een gewest of voor een geheel land. Als een plaats geen stadsrechten bezat, dan gold het landrecht van het gebied waarin deze lag. Over het algemeen werd uitgegaan van de regel: stadsrecht breekt landrecht (als het stadsrecht afweek van het landrecht, dan ging het stadsrecht voor). Bij inhuldiging van een nieuwe heer werden stads- en landrechten opnieuw bevestigd.
Het oudste bekende landrecht is dat van de Bommeler- en Tielerwaarden. Het stamt uit de dertiende eeuw en wordt aangeduid als ening. De oorspronkelijke oorkonde is verloren gegaan. In 1316 vaardigde graaf Reinald I van Gelre een nieuwe uit.
Dat stads- en landrechten nauw met elkaar te maken hadden blijkt uit de oorkonde uit 1328 van het landrecht voor het Veluwse Nieuwbroek die medebezegeld is door de schepenen van Zutphen en Arnhem. De overige veertiende-eeuwse landrechten zijn uitgevaardigd zonder medewerking van de steden.
In de veertiende eeuw werden ambtmannen verplicht behalve trouw te zweren aan de hertog ook trouw te zweren aan het landrecht. In de vijftiende eeuw werd voor het eerst in het landrecht de bepaling opgenomen dat de ambtmannen afkomstig moesten zijn uit de ridderschap.
Een heerser van een gebied kon landrecht verlenen. Zo gaf graaf Floris V Kennemerland (het gebied waarin Haarlem ligt) in 1274 landrechten. In 1328 verleende de graaf van Gelre Reinald II landrecht aan het gebied dat later in de veertiende eeuw aangeduid werd als het Overkwartier  van Roermond. Hierin was onder andere geregeld dat de graaf het recht had belasting te innen bij de ridderslag van de zoon van de heer, bij het huwelijk van een van zijn kinderen en om losgeld te verkrijgen als hij gevangen zat. Het was mogelijk dat in een land verschillende landrechten golden. 
In 1554 weigerde de Landdag van Gelre een bede omdat het Hof te veel rechtszaken naar zich toetrok, waardoor inbreuk gemaakt werd op de bestaande stads- en landrechten. In de negentiende eeuw is het landrecht afgeschaft.